# Aditon

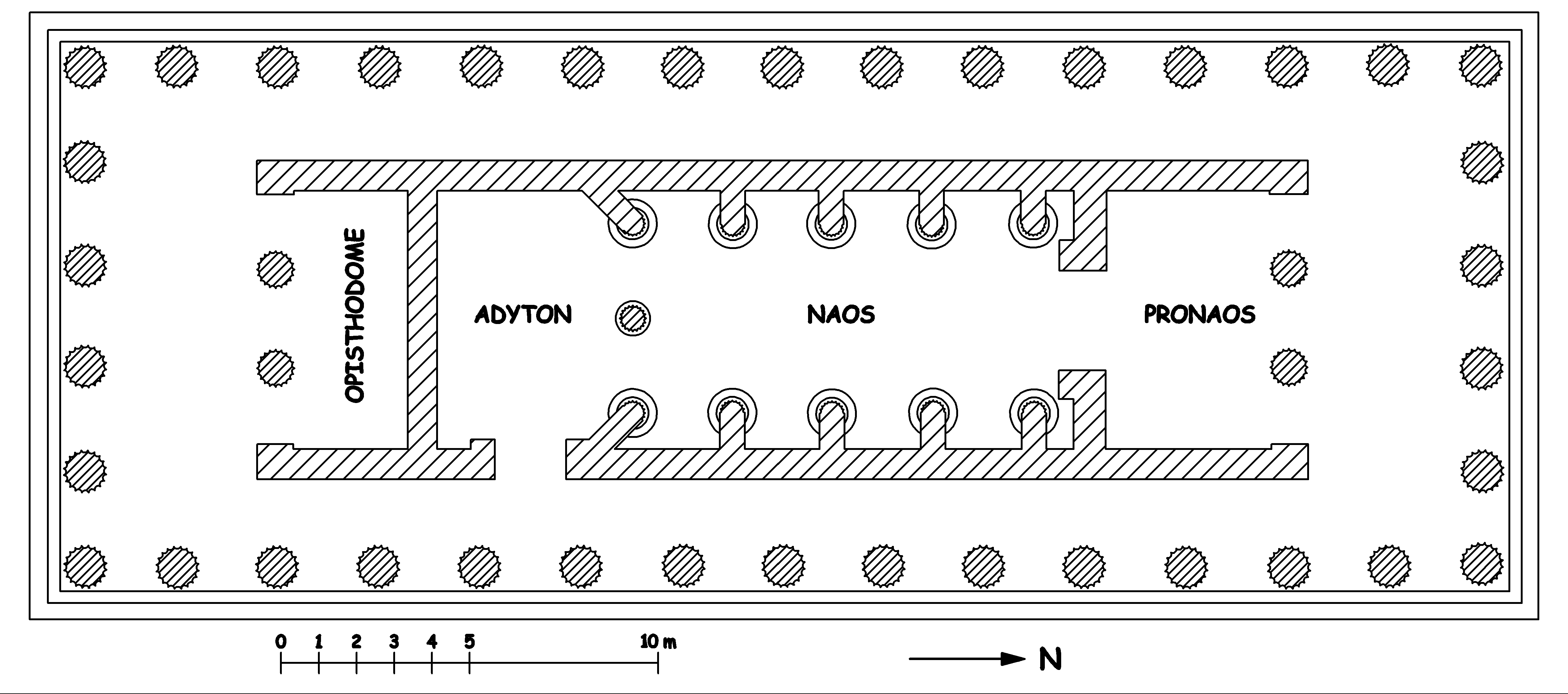
Exemplu de aditon în Templul lui Apollo Epicourios de la Bassae

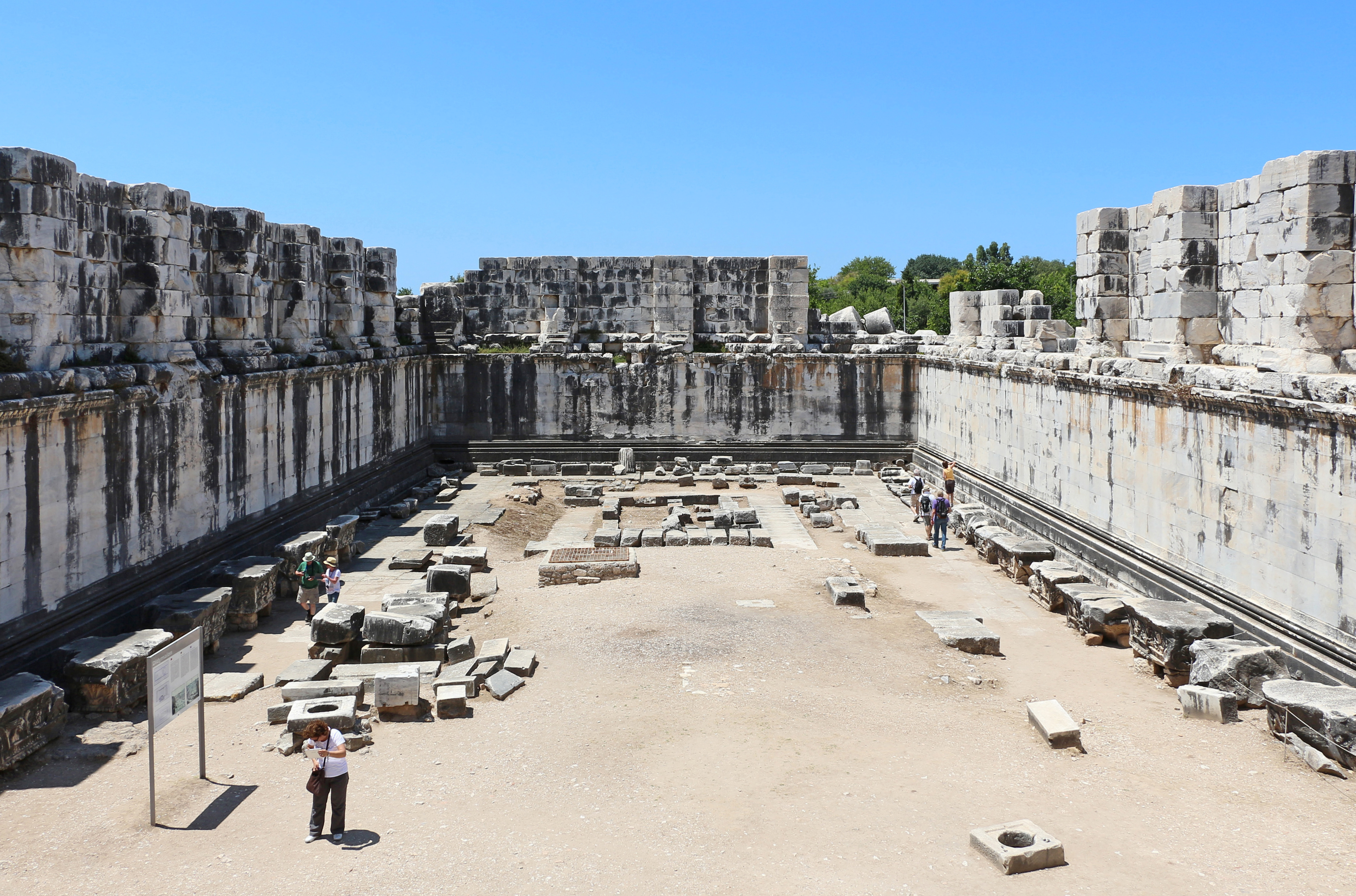
Aditonul din templul lui Apollo din Didyma, în Turcia

Aditon, uneori adyton (din greaca veche τὸ ἄδυτον, literal „locul în care nu se poate intra”), este un termen de arhitectură care desemnează într-un templu antic grec un spațiu rezervat anumitor funcții, în cea mai mare parte religioase. În general este o încăpere situată fie în spatele naosului, fie încastrat chiar în naos, însă poate fi și subteran (atunci este vorba despre o criptă) sau din contra este supraînălțat pe un podium / podium.

## La Delphi
În aditonul templului lui Apollo se retrăgea  oracolul zeului în timpul consultării oracolului de la Delphi. După ce s-a purificat și a băut apă de la Fântâna Castalică, Pythia, mestecând foi de laur, se instala pe un trepied.
În aditon se afla și omphalosul, piatra sacră care reprezenta centrul lumii, iar prin falia acestei pietre se degajau vapori care inspirau oracolului prezicerile sale, pneuma.